# Setaria macrostachya
Setaria macrostachya,  es una especie de gramínea. Se distribuye por las sabanas, desde el sur de los Estados Unidos a Nicaragua y en las Antillas.

## Descripción
Son plantas perennes cespitosas; con tallos 60–120 cm de largo, erectos, glabros. Vainas carinadas, glabras, ciliadas; lígula de 2–4 mm de largo, ciliada; láminas lineares, 15–20 cm de largo y 7–15 mm de ancho, aplanadas, escabrosas. Inflorescencia cilíndrica, de 8–30 cm de largo y 1–2 cm de ancho, algo densa, eje visible en parte, esparcidamente piloso con tricomas de 1 mm de largo, ramitas inferiores de 1 cm de largo, adpresas, cerdas 6–20 mm de largo, generalmente 1 por espiguilla, antrorsamente escabrosas; espiguillas marcadamente gibosas, 2–2.5 mm de largo; gluma inferior 1.2–1.5 mm de largo, 3-nervia, gluma superior 2–2.2 mm de largo, 5–7-nervia; flósculo inferior estéril; lema inferior tan larga como la espiguilla, 5-nervia; pálea inferior tan larga como la lema inferior, angosta; lema superior tan larga como la lema inferior, finamente rugosa, las arrugas más de 10.

## Taxonomía
El género fue descrito por Carl Sigismund Kunth  y publicado en Nova Genera et Species Plantarum (quarto ed.) 1: 110. 1815[1816].
Etimología
El nombre del género deriva del latín seta (cerda), aludiendo a las inflorescencias erizadas. 
macrostachya: epíteto latino que significa "con grandes espigas".
Sinónimos
- Chaetochloa gibbosa Scribn. & Merr.
- Chaetochloa macrostachya (Kunth) Scribn. & Merr.
- Chaetochloa macrostachya (Kunth) Kuhlm.
- Chamaeraphis macrostachya (Kunth) Stuck.
- Chamaeraphis setosa var. macrostachya (Kunth) Kuntze
- Panicum alopecuros Fisch. ex Spreng.
- Panicum macrostachyum (Kunth) Nees
- Panicum macrostachyum (Kunth) Döll
- Panicum macrostachyum var. patens Döll
- Pennisetum alopecuros J.Jacq.
- Setaria caudata var. pauciflora M.E.Jones
- Setaria gibbosa (Scribn. & Merr.) K.Schum.
- Setaria inopinata Toolin
- Setaria italica var. macrostachya (Kunth) Mathieu
- Setaria polystachya Schrad.[3][4]